# Mylia taylorii
Mylia taylorii là một loài rêu tản trong họ Jubulaceae. Loài này được (Hook.) Gray miêu tả khoa học lần đầu tiên năm 1821.

## Hình ảnh

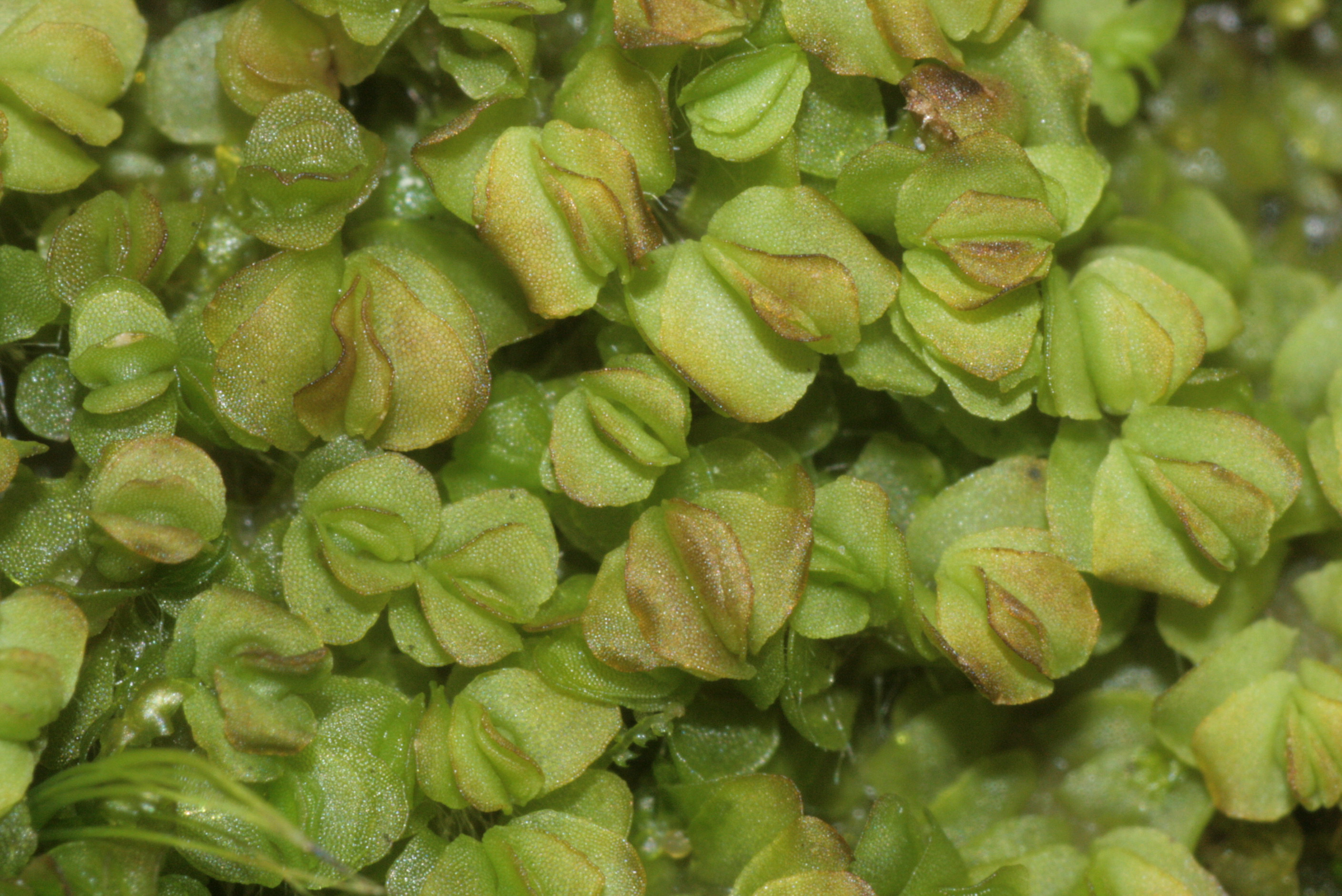
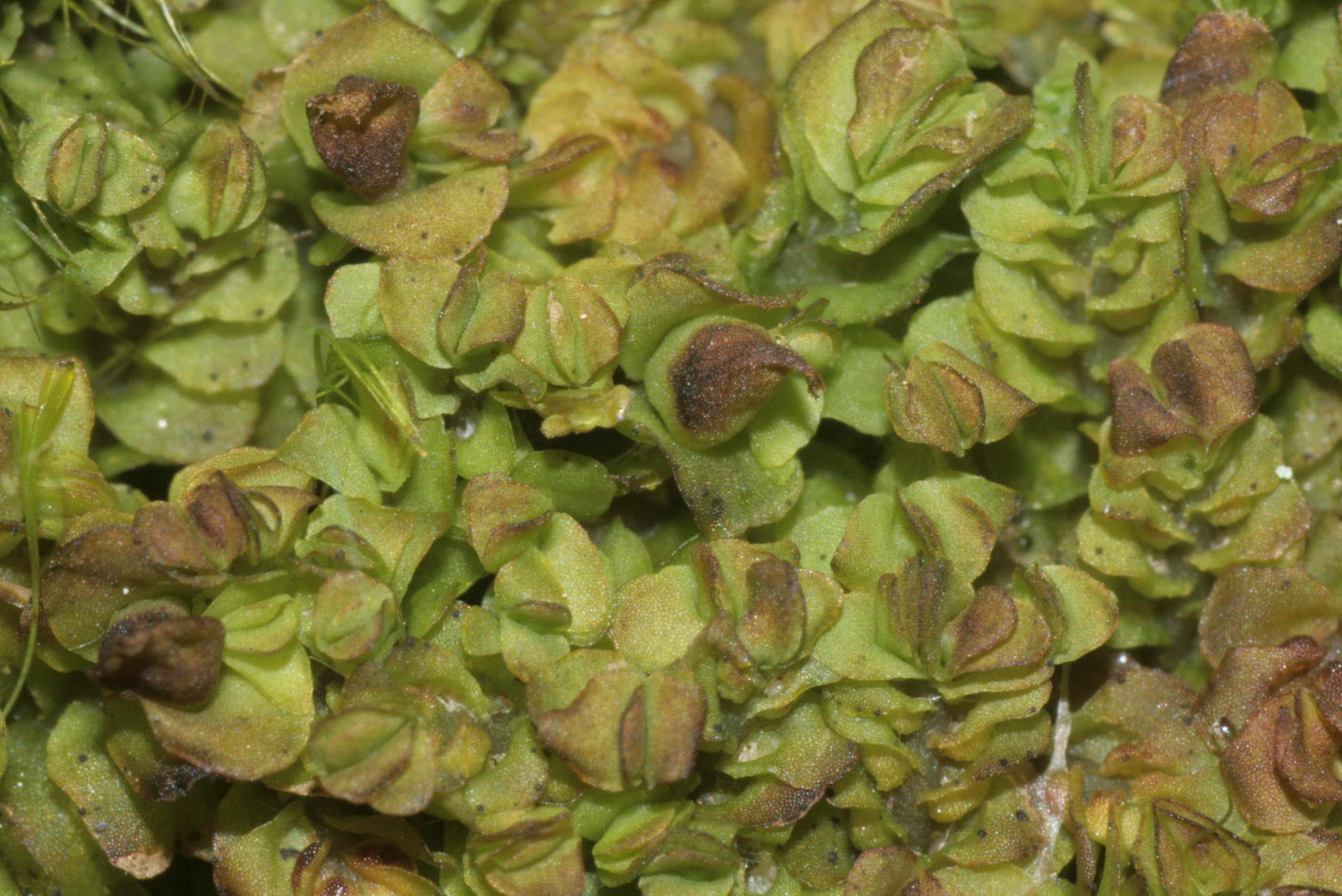
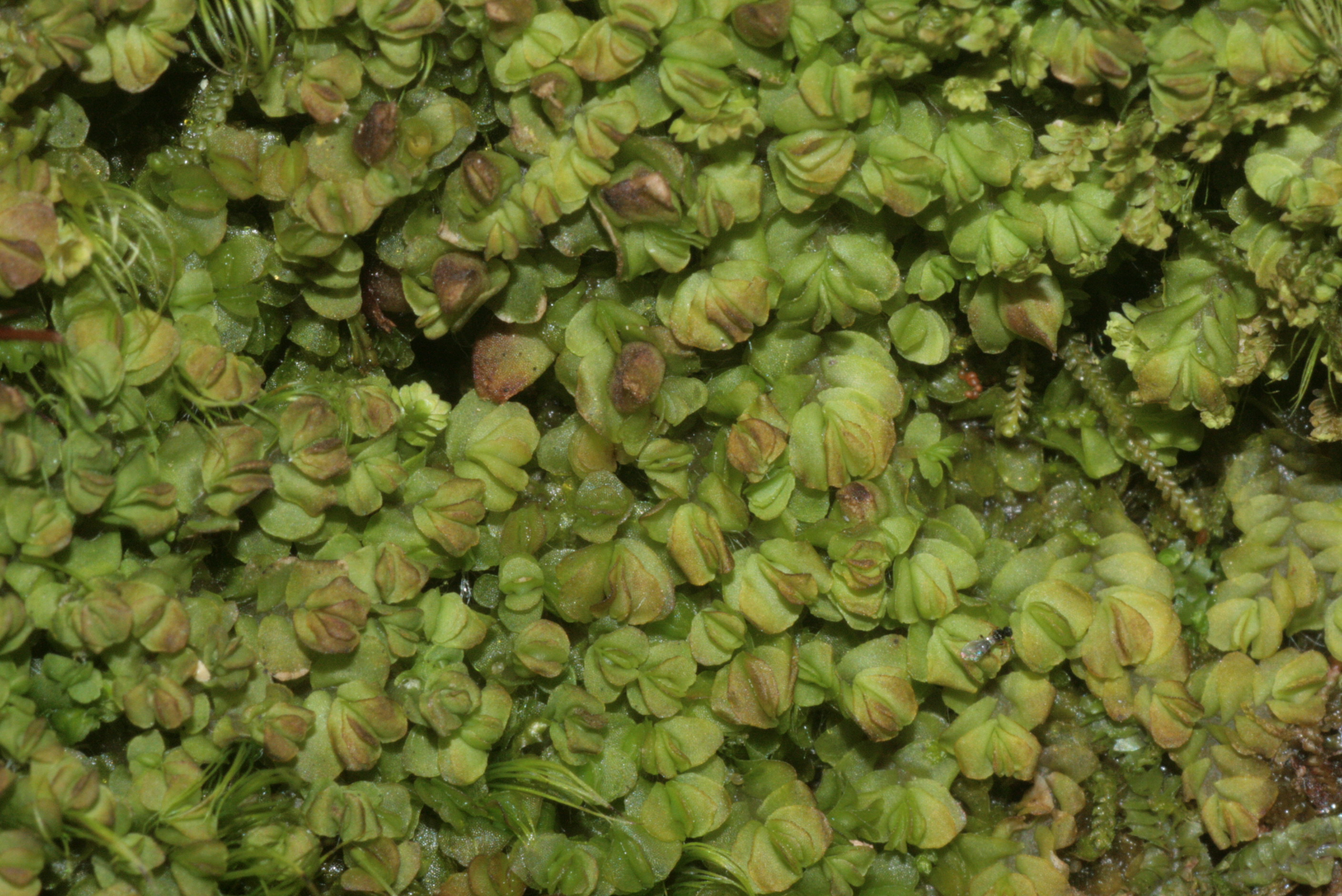
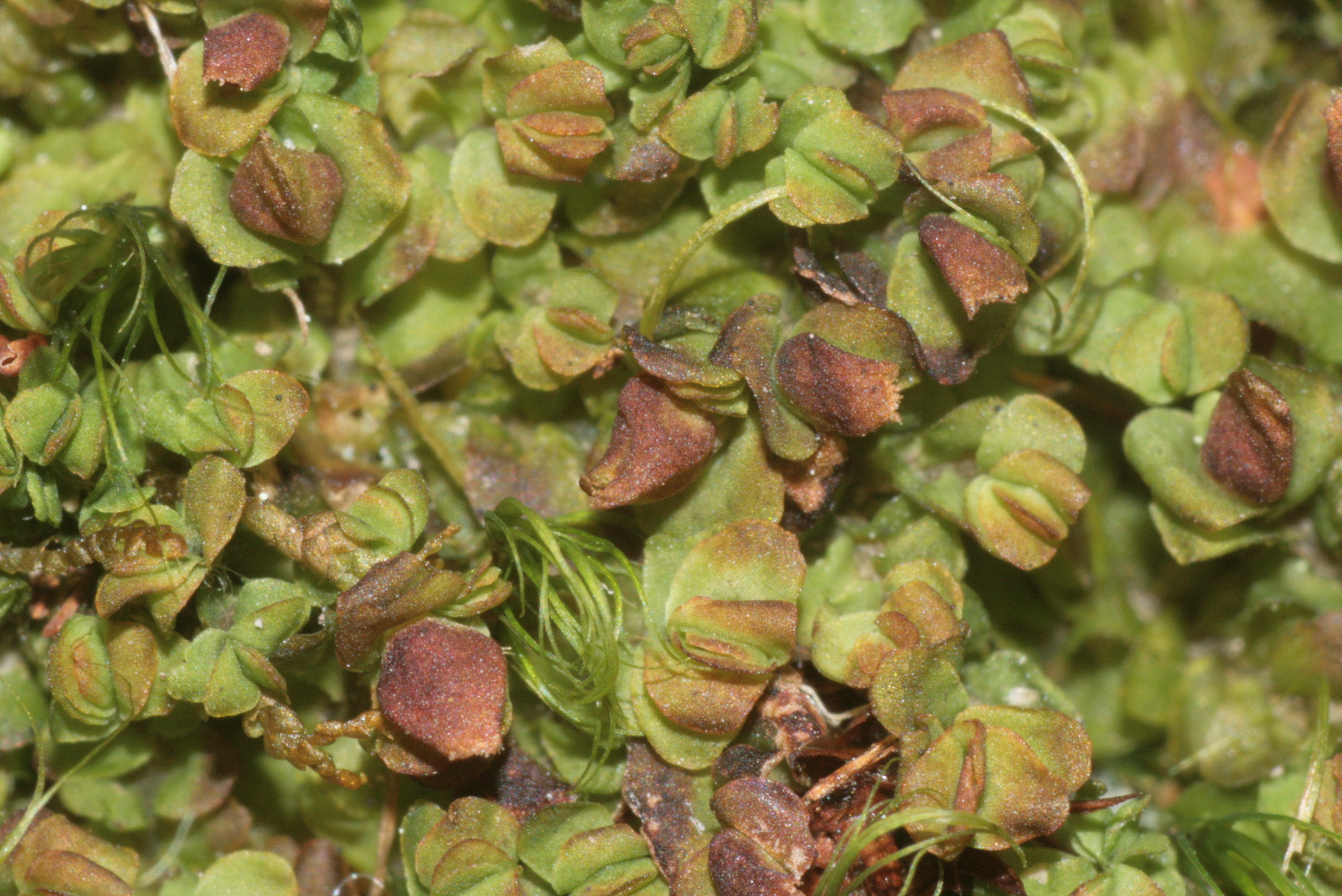